# Jean-Louis Ancrenaz
Jean-Louis Ancrenaz (* 2. Juli 1814 in Bursins; † 17. März 1879 in Lausanne, heimatberechtigt in Bursins) war ein Schweizer Politiker.

## Biografie
Ancrenaz studierte von 1833 bis 1845 Rechtswissenschaften an der Akademie Genf und lizentierte 1847 in Lausanne. Von 1848 bis 1862 war er als Staatsanwalt tätig, erlangte 1862 das Anwaltspatent des Kantons Waadt und arbeitete ab 1863 als Anwalt. Von 1866 bis 1878 war er Richter am Kantonsgericht, musste aber aus gesundheitlichen Problemen zurücktreten. Danach war er Grundbuchverwalter des Bezirks Lausanne.
Von 1862 bis 1866 nahm er Einsitz im Grossen Rat des Kantons Waadt und vertrat dort liberale Grundsätze. Ancrenaz kandidierte mit Erfolg bei den Parlamentswahlen 1857 und war bis 1866 Nationalrat.
In den Jahren 1850 und 1852 bis 1861 war er Mitglied des Bankrats und von 1855 bis 1861 gehörte er der Aufsichtskommission der Waadtländer Kantonalbank an.